# Jean Laroyenne
Jean Laroyenne (* 6. März 1930 in Lyon; † 13. Februar 2009 ebenda) war ein französischer Säbelfechter.

## Erfolge
Jean Laroyenne nahm an den Olympischen Spielen 1952 in Helsinki teil, bei denen er mit der Mannschaft hinter Ungarn und Italien den dritten Platz belegte. Mit Jacques Lefèvre, Jean Levavasseur, Bernard Morel, Maurice Piot und Jean-François Tournon erhielt er somit die Bronzemedaille.